# Фабчич, Йожеф
Йожеф Фабчич (венг. Fabchich József; 13 марта 1753, Кёсег — 23 декабря 1809, Дьёр) — венгерский литератор. В 1775-1797 годах гимназический преподаватель философии, морали и канонического права. Главный труд Фабчича — венгерский перевод значительного корпуса древнегреческой поэзии (Сафо, Пиндар, Алкей, Анакреон, Стесихор и др.); эти труды Фабчича были опубликованы несколькими книгами в 1803-1804 годах.